# Ethiopica asteropa
Ethiopica asteropa är en fjärilsart som beskrevs av George Francis Hampson 1909. Ethiopica asteropa ingår i släktet Ethiopica och familjen nattflyn. Inga underarter finns listade i Catalogue of Life.